# Пирсон, Карл
Карл Пи́рсон (англ. Karl (Carl) Pearson, 27 марта 1857, Лондон, Великобритания, Британская империя — 27 апреля 1936, там же, Великобритания, Британская империя) — британский математик, статистик, биолог, расовый теоретик, философ; основатель современной математической статистики, один из основоположников биометрики. Автор свыше 650 опубликованных научных работ. В русскоязычных источниках его иногда ошибочно называют Чарлз Пирсон.

## Биография
Родился в семье преуспевающего лондонского адвоката. В возрасте 9 лет Пирсон был отправлен в школу университетского колледжа в Лондоне, где он учился до 16 лет.
В 1875 году занял второе место на экзаменах в Кембридж и получил стипендию в Королевский колледж.
Закончил Кембриджский университет в 1879 году. Затем изучал физику, римское право, немецкую литературу и социализм в Гейдельбергском и Берлинском университетах. С 1884 по 1911 годы — профессор прикладной математики и механики Университетского колледжа (Лондон), где вначале занимался задачами теории упругости. С 1892 года, под влиянием Рафаэля Уэлдона, Пирсон сосредоточился на математической статистике и эволюционной биологии.
В 1890 году женился на Марии Шарп (Maria Sharpe), у них родились сын Эгон и две дочери, Сигрид Летиция и Хельга Шарп. Мария умерла в 1928 году, год спустя Пирсон женился на Маргарет Виктории Чайлд.
В 1896 году Пирсон был избран членом Королевского общества, в 1898 году был награждён Медалью Дарвина.
Также Пирсон получил почётную степень в университете Сент-Эндрюса и в Лондонском университете, был избран членом Королевского общества Эдинбурга.
С 1911 года, после смерти Фрэнсиса Гальтона, Пирсон стал директором лаборатории евгеники Университетского колледжа. В этот период его деятельность исключительно активна и в области математики, и в области биологии; свою невероятную работоспособность Пирсон в шутку объяснял привычкой не отвечать во время работы на телефонные звонки и никогда не участвовать в оргкомитетах.

## Научная деятельность
Карл Пирсон опубликовал основополагающие труды по математической статистике (более 400 работ по этой теме). Разработал теорию корреляции, критерии согласия, алгоритмы принятия решений и оценки параметров. С его именем связаны такие широко используемые термины и методы, как:
- Коэффициент вариации
- Коэффициент корреляции Пирсона и корреляционный анализ
- Критерий согласия Пирсона (критерий хи-квадрат)
- Множественная регрессия, нелинейная регрессия
- Нормальное распределение
- Ранговая корреляция[англ.]
- Распределение Пирсона

и многие другие. Методы Пирсона имеют предельно общий характер и применяются практически во всех естественных науках.
Вероятно, наиболее часто в прикладной практике используется критерий хи-квадрат Пирсона, ставший незаменимым средством для решения нескольких задач — проверка согласия реального и предполагаемого распределения случайной величины, проверка однородности разных выборок или независимости факторов. До изобретения компьютеров неоценимую помощь специалистам оказывали составленные Пирсоном таблицы типовых распределений.
Пирсон ввёл наглядное представление распределения случайной величины с помощью гистограммы, ввёл и исследовал понятия стандартного отклонения, коэффициента асимметрии распределения. Для распределений, не соответствующих нормальному закону, Пирсон предложил «метод моментов», позволяющий найти теоретический закон, наилучшим образом соответствующий эмпирической выборке.
Пирсон первым ввёл в науку понятие корреляции как вероятностный аналог причинно-следственной связи, но он же первым предупредил, что корреляционная связь шире, чем причинно-следственная, и, вообще говоря, доказанная корреляция двух факторов не означает, что один из факторов является причиной другого (например, они оба могут быть следствием третьего фактора). Подобная путаница стала распространённой со второй половины XX века.
Чтобы содействовать внедрению математических методов в биологию, в 1900 году Пирсон и Уэлдон основали журнал «Biometrika», который популяризировал и пояснял применение статистических методов. Пирсон оставался постоянным редактором этого журнала до конца жизни. В 1925 году Пирсон создал ещё один журнал — «Annals of Human Genetics», посвящённый генетике человека.
В 1892 году опубликован основной философский труд Пирсона «Грамматика науки», соединивший неокантианство Куно Фишера и позитивизм Эрнста Маха; книга вызвала большой интерес, была многократно переиздана и переведена на многие языки. В этой книге Пирсон призвал сформировать систему моральных и культурных ценностей общества с научных позиций, отбросив исторические предрассудки. В частности, он отстаивал социализм, дарвинизм, евгенику, защищал принудительную отбраковку умственно отсталых и душевнобольных.
Известным преемником и продолжателем его работ по прикладной математической статистике стал Рональд Эйлмер Фишер (у которого, однако, с 1917 года отношения с Пирсоном стали крайне неприязненными). Большой вклад по теме внесли также сын Пирсона, Эгон, и Ежи Нейман.

### Труды
Пирсон приложил много усилий для популяризации своих результатов в математической статистике для применения их в других прикладных науках, прежде всего в биологии, евгенике, медицине. Ряд его работ относится к философии и к истории науки.
- The New Werther (1880)
- The Trinity, A Nineteenth Century Passion Play (1882)
- Die Fronica (1887)
- The Ethic of Freethought (1886)
- The Grammar of Science (1892), Dover Publications 2004 edition, ISBN 0-486-49581-7.
  - Пирсон К. Грамматика науки. — СПб.: Шиповник, 1911. — 655 с.
  - Пирсон К. Наука и обязанности гражданина / Пер. К. А. Тимирязев. — 2-е изд. — М. : Лит.-изд. отд. Нар. ком. по просвещению, 1918. — 64 с. — (Научно-популярная библиотека). (1-я глава книги «Грамматика науки»)
- On the dissection of asymmetrical frequency curves (1894)
- Skew variation in homogeneous material (1895)
- Regression, heredity and panmixia (1896)
- On the criterion that a given system of deviations from the probable in the case of a correlated system of variables is such that it can be reasonably supposed to have arisen from random sampling (1900)
- Tables for Statisticians and Biometricians (1914)
- Tables of Incomplete Beta Function (1934).
  - Пирсон К. Таблицы неполной бета-функции. — М.: ВЦ АН СССР, 1974. — 538 с. : черт.
- On Jewish—Gentile relationships. Biometrika, vol. 28 (1936), pp. 32 — 33. См. русский перевод: Об отношениях между евреями и не-евреями Архивная копия от 11 октября 2017 на Wayback Machine. В этой статье Пирсон критикует нацистские расовые теории.
- The life, letters and labours of Francis Galton (3 vol.: 1914, 1924, 1930).